# ستيغ أولاف لارسن
ستيغ أولاف لارسن (29 سبتمبر 1973 ببرغن في النرويج - ) هو لاعب كرة قدم نرويجي في مركز الهجوم. لعب مع نادي هارتلبول يونايتد وFana IL ‏.